# 코르테버흐-더프리스 방정식

코르테버흐-더프리스 방정식 의 수치해 (,)

수학에서 코르테버흐-더프리스 방정식(영어: Korteweg–de Vries equation, KdV 방정식)은 옅은 수면파를 나타내는 비선형 편미분 방정식이다. 적분가능계의 하나다.

## 정의
코르테버흐-더프리스 방정식은 2변수 함수 {\displaystyle u(x,t)}에 대한 3차 비선형 편미분 방정식이며, 다음과 같다.
{\displaystyle u_{t}+u_{xxx}=6uu_{x}}
계수 6은 일부 공식의 편의를 위하여 삽입한 것이다. 사실, {\displaystyle (t,x,u)}에 서로 다른 상수를 곱하여, 코르테버흐-더프리스 방정식의 세 항의 계수들을 각각 임의의 0이 아닌 수로 놓을 수 있다.

### 라그랑지언 형태
다음과 같은 라그랑지언 밀도의 오일러-라그랑주 방정식을 생각하자.
{\displaystyle {\mathcal {L}}={\frac {1}{2}}f_{x}f_{t}+f_{x}^{3}-{\frac {1}{2}}f_{xx}^{2}}
여기에
{\displaystyle u=f_{x}}
로 치환하면, 이는 코르테버흐-더프리스 방정식과 같다.

## 성질

### 대칭
코르테버흐-더프리스 방정식은 변환
{\displaystyle x\mapsto -x}
{\displaystyle t\mapsto -t}
{\displaystyle u\mapsto u}
에 대하여 불변이다. 즉, 만약 코르테버흐-더프리스 방정식의 해 {\displaystyle u(t,x)}가 주어졌을 때, {\displaystyle u(-t,-x)} 역시 코르테버흐-더프리스 방정식의 해이다.

### 럭스 쌍
코르테버흐-더프리스 방정식은 다음과 같은 럭스 쌍을 가진다.
{\displaystyle L=-\partial _{x}^{2}+u}
{\displaystyle P=6u\partial _{x}+3u_{x}-4u_{x}^{3}}
즉, 코르테버흐-더프리스 방정식을 다음과 같은 럭스 방정식
{\displaystyle L_{t}=[P,L]}
으로 쓸 수 있다. 따라서 코르테버흐-더프리스 방정식은 적분가능계임을 알 수 있다.

### 운동 상수
코르테버흐-더프리스 방정식은 무한히 많은 운동 상수를 갖는다. 구체적으로, 변수 {\displaystyle u(x,t)}에 대하여 다음과 같은 다항식들을 생각하자.
{\displaystyle P_{n}\in \mathbb {Z} \left[u,u_{x},u_{xx},\dotsc ,{\frac {\partial ^{n-1}u}{\partial x^{n-1}}}\right]}
{\displaystyle P_{1}=u}
{\displaystyle P_{n+1}=-{\frac {\partial }{\partial x}}P_{n}+\sum _{i=1}^{n-2}P_{i}P_{n-1-i}}
그렇다면, 임의의 자연수 {\displaystyle n\in \mathbb {N} }에 대하여 다음 적분은 코르테버흐-더프리스 방정식의 운동 상수를 이룬다.
{\displaystyle \int _{-\infty }^{+\infty }P_{n}\left(u,u_{x},u_{xx},\dotsc \right)\,\mathrm {d} x}
다만, 만약 {\displaystyle n}이 짝수일 때 이는 항상 0이다. 그러나 {\displaystyle n}이 홀수일 때 이는 0이 아니다.
낮은 차수의 운동 상수들은 다음과 같다.
| 차수 {\displaystyle n} | 운동 상수 {\displaystyle P_{n}}                                                               | 설명   |
| ---------------------- | --------------------------------------------------------------------------------------------- | ------ |
| 1                      | {\displaystyle \textstyle \int u}                                                             | 질량   |
| 2                      | {\displaystyle \textstyle \int (-u_{x})=0}                                                    |        |
| 3                      | {\displaystyle \textstyle \int (u_{xx}+u^{2})=\int u^{2}}                                     | 운동량 |
| 4                      | {\displaystyle \textstyle \int (-u_{xxx}-4uu_{x})=0}                                          |        |
| 5                      | {\displaystyle \textstyle \int (u_{xxxx}+5u_{x}^{2}+6uu_{xx}+2u^{3})=\int (2u^{3}-u_{x}^{2})} | 에너지 |

### 솔리톤 해
코르테버흐-더프리스 방정식은 솔리톤 해를 갖는다. 이러한 해의 가설 풀이는
{\displaystyle u(t,x)=u(x-ct)\qquad (c\in \mathbb {R} )}
의 꼴이다. 여기서 {\displaystyle c}는 솔리톤의 속도이다. 또한, 솔리톤이 공간에서 국소적이어야 하므로,
{\displaystyle \lim _{\xi \to +\infty }u(\xi )=\lim _{\xi \to -\infty }u(\xi )=0}
이다.
이러한 가설 풀이를 대입하면, 다음과 같은 3차 상미분 방정식을 얻는다. (여기서 윗점은 {\displaystyle \xi =x-ct}에 대한 미분이다.)
{\displaystyle -c{\dot {u}}+{\overset {\mathbf {...} }{u}}-6u{\dot {u}}=0}
양변을 {\displaystyle \xi }에 대하여 적분하여 2차 상미분 방정식을 얻을 수 있다.
{\displaystyle -cu+{\ddot {u}}-3u^{2}=A}
여기서 {\displaystyle A}는 적분 상수이다. 이는 다음과 같은 라그랑지언의 오일러-라그랑주 방정식이다.
{\displaystyle L(u,{\dot {u}})={\frac {1}{2}}{\dot {u}}^{2}+u^{3}+{\frac {1}{2}}cu^{2}+Au}
이는 퍼텐셜
{\displaystyle V(u)=-u^{3}-{\frac {1}{2}}cu^{2}-Au}
속에서 움직이는 입자로 해석할 수 있다. 이제, 솔리톤의 가설 풀이를 만족시키려면, {\displaystyle u(\pm \infty )=0}이어야 한다. 이는 입자가 퍼텐셜의 국소 극대점에서 {\displaystyle \xi =-\infty }에서 시작하여, 퍼텐셜의 반대 벽을 기어오른 뒤, 다시 원래 국소 극대점으로 {\displaystyle \xi =+\infty }에 도달하는 것에 해당한다. 이는 {\displaystyle A=0}이며 {\displaystyle c>0}일 때에만 가능하다.
이러한 해는 쉽게 계산할 수 있으며, 구체적으로 다음과 같다.
{\displaystyle u(x,t)=-{\frac {1}{2}}c\left(\cosh \left({\frac {1}{2}}{\sqrt {c}}(x-ct-x_{0})\right)\right)^{-2}}
여기서 {\displaystyle x_{0}}는 초기 조건 {\displaystyle t=0}에서 솔리톤의 위치이다.

## 역사
조제프 발랑탱 부시네스크(프랑스어: Joseph Valentin Boussinesq IPA: [ʒɔzɛf valɑ̃tɛ̃ businɛsk])가 1877년에 최초로 발견하였다.:360, 주석 이를 1895년에 연구한 디데릭 요하너스 코르테버흐(네덜란드어: Diederik Johannes Korteweg)와 귀스타브 더프리스(네덜란드어: Gustav de Vries)의 이름을 땄다.